# Star N52
Star N52 — польский автобус среднего класса бескапотной компоновки на шасси Star 20. Производился на заводе грузовых автомобилей «FSC Star» в городе Стараховице (ПНР).

## История
После завершения конструкторских и исследовательских работ грузового автомобиля Star 20 в Лодзе было начато производство автобусов на основе грузовых автомобилей. В 1950 и 1951 годах были произведены модели Star N50 и Star N51, в 1952 году модель получила индекс Star N52. Сборка организована на заводе BKPMot в городе Санок.
От других моделей автобус отличается отсутствием водительской перегородки. Вместимость автобуса — 31 человек.
Серийно автобус производился с начала 1953 по 1957 год.